# تریستاگاما (سرده)
تریستاگاما (نام علمی: Tristagma) نام یک سرده از زیرخانواده پیازیان است.